# 지우베르투 마세나
지우베르투 마세두 다 마세나(포르투갈어: Gilberto Macedo da Macena, 1984년 4월 1일 ~ )는 브라질의 축구 선수이며 포지션은 공격수이다.

## 축구인 경력

### 클럽 경력
2005년 덴마크 하부 리그의 홀베크 B&I에 입단하였다. 홀베크에서의 1시즌 동안 22경기에 나서 16골을 기록하는 좋은 모습을 보인 뒤 2006년 1부 리그인 덴마크 수페르리가의 AC 호르센스로 이적하였다. 같은 해 7월 30일 비보르 FF와의 경기에서 데뷔전을 치렀다. 2010년 11월 21일 쇠네르위스케와의 경기에서 본인의 39호골을 기록하며 수페르리가 브라질 선수 최다골 기록을 경신하였다.
2011-12 시즌 전반기가 끝난 후 함부르크 SV, 볼프스부르크, 호펜하임 등으로부터 러브콜을 받았으나 중국 슈퍼리그의 산둥 루넝으로 이적하였다. 산둥에서 2시즌을 보낸 후 항저우 뤼청으로 이적하였다.
2015년 부리람 유나이티드로 이적하였다. 부리람에서의 AFC 챔피언스리그 첫 경기인 2015 ACL 조별 예선 첫 경기 성남 FC와의 경기에서 2골을 기록하였다.